# Grupa perydotytu
Grupa perydotytu – skały magmowe, ultrazasadowe. Grupę tę reprezentują głównie skały głębinowe, zbudowane z oliwinów i piroksenów. Oliwiny występują w ilościach 40 - 100% objętości. Gdy ich ilość przekracza 90%, to jest to dunit. Ich struktury są średnio lub grubokrystaliczne. Używane w architekturze jako elementy wykończeniowe.
Zalicza się do tej grupy:
- Dunit
- Perydotyt
- Piroksenity oliwinowe
- Piroksenity hornblendowe

Grupa perydotytu nie ma odpowiednika w skałach wylewnych.
Występowanie w Polsce: Dolny Śląsk: masyw serpentynitowy Braszowic, masyw gabrowo-diabazowy Nowej Rudy, góra Popiel w Janowicach Wielkich